# Società di Polistena
Vengono di seguito descritte storicamente le attività delle 'ndrine che hanno avuto luogo nella città di Polistena, interessata da fenomeni di carattere mafioso dalla seconda metà dell'Ottocento ad oggi.
La società di Polistena (o Locale di Polistena) è un'organizzazione criminale di 'ndrangheta esistente nel comune di Polistena e dintorni tra cui San Giorgio Morgeto, Cinquefrondi, Melicucco e Rizziconi, dipendente dal Mandamento tirrenico.

## Storia

### Origini
I primi fenomeni riconducibili alla 'ndrangheta a Polistena furono registrati in alcuni atti giudiziari nella seconda metà dell'Ottocento, che recano l'indicazione dei capibastone del locale della città: Pasquale Ferrara nel 1890, Francesco Sergio nel 1898. Il secolo successivo si aprì con la condanna per attività riconducibili alla 'ndrangheta di più di cento persone nel comune limitrofo di Cinquefrondi; nello stesso periodo, capobastone del locale di Polistena era Domenico Guerrisi.

### 'Ndrina Guerrisi Mercuri
A Polistena, Cinquefrondi, così come nelle altre aree della Calabria tirrenica centrale interessate dal terremoto nel 1905, l'attività malavitosa trasse profitto dall'opera di ricostruzione delle abitazioni.
Negli anni venti, i Guerrisi s'unirono con i Mercuri, quando Francesco Mercuri, originario di Melicucco (frazione di Polistena), sposò Pasqua Guerrisi, figlia di Domenico. Francesco Mercuri, detto U Zzi Cicciu o U Malandrinu, si stabilì nella Polistena vecchia, acquistando molti terreni  e associandosi poi alla famiglia Corica, dove controllavano il mercato del bestiame, decisero anche in merito a matrimoni e litigi tra vicini di casa. Al Mercuri nel 1939 gli vengono confiscati degli immobili e terreni, e già nel 1950 era detenuto nel carcere di Cinquefrondi (con Valente Edoardo e Giuseppe Lamanna) venne nuovamente arrestato nel 1952, e condotto nel carcere di Palmi. Non fu, per altro, l'unico membro della famiglia ad essere arrestato; lo furono anche suoi familiari per pascolo abusivo, appropriazione indebita di terreni e possesso di armi da fuoco. Francesco Mercuri morì il 6 settembre 1968, seguito l'anno seguente dalla moglie, con la famiglia che si divise tra Roma e Polistena.
L'attività malavitosa dei Guerrisi non è cessata con la morte dei capostipiti. Gli atti giudiziari hanno registrato nel tempo l'azione di altri vari gruppi a Polistena, che si sono fronteggiati per la predominanza nel territorio.
Dagli anni ottanta ed i novanta la criminalita polistenese si riuniva nel quartiere del ponte, attivo nel traffico di droga e armi, cui il cantautore polistenese Angelo Furfaro ha pure dedicato una canzone.

#### Personaggi di spicco
- Domenico Guerrisi, ex capobastone
- Francesco Mercuri, ex capobastone detto "U Malandrinu"

### Michelangelo Franconeri
Il più grave fenomeno di sangue che interessò Polistena avvenne nel 1959, in conseguenza dello scontro tra i Franconeri, di Rizziconi, e i Lucà, che aspiravano entrambi a gestire il commercio delle olive nella zona ricca di oliveti. Michelangelo Franconieri  (di Polistena), scampato il 30 novembre 1958 ad un agguato da parte di Francesco Lucà, decise di vendicarsi uccidendo il 14 febbraio 1959 Antonino Lucà, fratello del suo aggressore, nelle vicinanze di Molochio. In tale occasione, ferì anche Michele Fonte che riferì l'accaduto.
Sfuggito all'arresto e condannato in contumacia a venticinque anni di carcere, rimase latitante per quarantadue anni, fin quando cioè, nel 2001, non fu condotto ormai moribondo all'ospedale di Polistena, dove avvenne il decesso. È stato indicato come la «primula rossa dell'Aspromonte».
(Giuseppe Parrello e Pino Mazzaferro Le Faide in Calabria pag.229)

### 'Ndrina Longo-Versace
Negli anni settanta, il racket a Polistena era gestito dalla famiglia Longo, diretta da Luigi Longo, che intratteneva ottimi rapporti con le altre cosche della Piana. Le attività malavitose dei Longo si erano progressivamente estese anche ai sequestri di persona ed alla truffa negli appalti pubblici.
Nel 1980, Violetta Longo, figlia di Luigi, sposò Antonio Versace, che prese il posto del suocero alla morte di questi nel 1984. Sotto la guida di Antonio, i Versace Longo si scontrarono con i Giovinazzo (di Taurianova), in una guerra per il controllo del traffico di droga, tra il 1988 e il 1990. Con il suo atteggiamento, però, Versace si inimicò sia le cosche limitrofe, sia i fratelli della moglie, che grazie all'aiuto di vecchi alleati - i Piromalli-Molè di Gioia Tauro - riuscirono ad ucciderlo con il fratello Michele nel 1991; così come fu ucciso l'anno seguente il suo successore, Angelo Boeti. Le forze dell'ordine sequestrarono nel 1992 ai Versace beni per un valore di 25 miliardi di lire. I Longo estesero le proprie attività anche in realtà extra regionali.
Con minacce ed agguati negli anni ottanta e novanta, i Longo hanno cercato di infiltrarsi anche nell'amministrazione del comune di Polistena.

### Operazioni degli anni duemila
Negli anni duemila e subito seguenti si sono verificate due grandi operazioni di sicurezza: l'operazione "Alba e tramonto" nel 2008 e quella "Scacco Matto" nel 2011. Inoltre, nel 2007 è stato arrestato Domenico Aquino in possesso di quello che Gratteri ha definito un «arsenale da guerra», con armi provenienti anche dalla ex-Jugoslavia.
Queste inchieste hanno fornito evidenza di una tenace peresa sul territorio polistenese da parte dei Longo, con infiltrazioni negli appalti della autostrada Salerno-Reggio Calabria e intimidazioni ai giornalisti. Gli inquirenti hanno inoltre identificato che i Longo hanno appoggiato i Piromalli, loro vecchi alleati, nella lotta per il potere nella Piana di Gioia Tauro che li ha visti contrapporsi ai Mammoliti.

### Operazione "Alba e tramonto"
Nel 2006, il commissariato della Polizia di Stato di Polistena e la squadra mobile di Reggio Calabria, coordinati dalla Direzione distrettuale antimafia, avviarono un'indagine - indicata poi come operazione "Alba e tramonto" - dedita al traffico di stupefacenti nella Piana di Gioia Tauro; droga che veniva successivamente smistata anche in Lazio, Toscana e Piemonte. L'indagine condusse il 1º luglio 2008 al sequestro di beni del valore di 1,5 milioni di euro e all'arresto di 27 persone, 16 dei quali condannati e 2 assolti nel 2010, mentre per altri 7 il reato fu riqualificato.

### Operazione "Scacco matto"
Sempre una collaborazione tra il commissariato di Polizia di Polistena, la squadra mobile di Reggio Calabria e il Servizio centrale operativo, ha condotto nel marzo del 2011 all'operazione "Scacco matto" contro la cosca Longo, che ha comportato l'arresto di 35 persone (anche nelle provincie di Salerno, Latina, Roma, Arezzo e Padova) per associazione a delinquere di tipo mafioso e il sequestro di circa trenta milioni di euro. Nel 2013, sono stati eseguite ulteriori sequestri per un valore di 5 milioni di euro.